# Sexshop

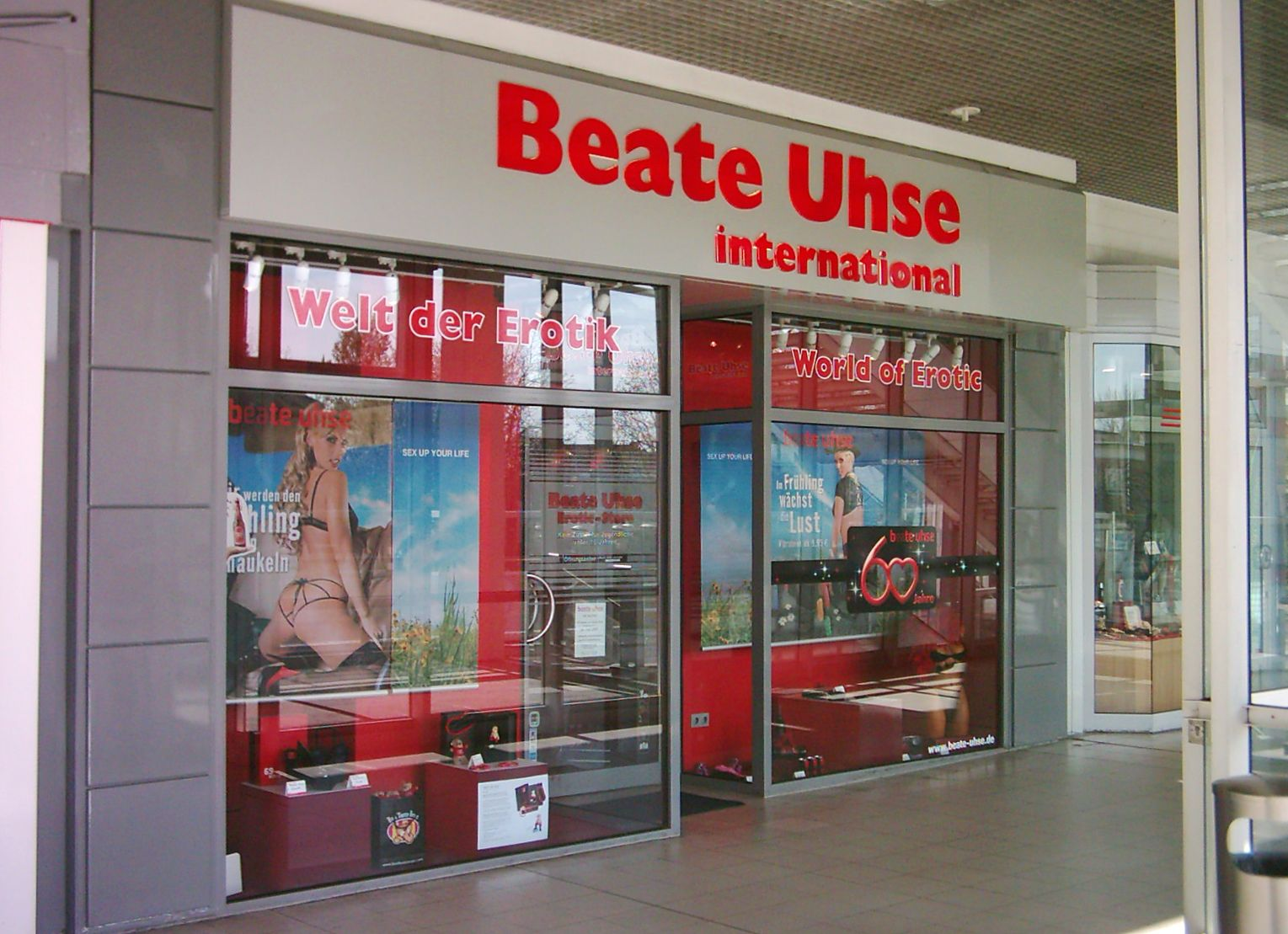
Sexshop der Beate Uhse AG in einem Hamburger Einkaufszentrum

Ein Sexshop, Eroticshop oder Erotikshop ist ein Einzelhandelsgeschäft, das Sexspielzeug, Reizwäsche, pornografische Magazine und Filme sowie Verhütungsmittel verkauft. Oftmals werden auch pornografische Filme gegen Geldeinwurf in Videokabinen gezeigt oder es werden pornografische „Aufführungen“ (Peepshows oder Sex-Shows) angeboten.

## Geschichte
Den ersten Sexshop der Welt eröffnete Beate Uhse 1962 in Flensburg unter der Bezeichnung „Fachgeschäft für Ehehygiene“. In einem 1734 errichteten Haus in der Angelburger Straße 58 erschienen zum Eröffnungstermin am 17. Dezember 1962 zahlreiche Gäste, unter ihnen Nachbarn sowie Mitarbeiter des städtischen Bauamtes und der Industrie- und Handelskammer. Von der eingeladenen örtlichen Presse kam nur ein Reporter von der Südschleswigschen Heimatzeitung, Vertreter von der Flensborg Avis und dem Flensburger Tageblatt blieben hingegen aus. Das Ladengeschäft gliederte sich in drei Abteilungen: als erste ein Fachgeschäft für Hygiene-Artikel, als zweite eine Fachbuchhandlung mit 200 Titeln samt Antiquariat, die – wie von den Behörden gefordert – wegen der Aufklärungsliteratur mit einer Tür über einen separaten Zugang verfügen musste, und als dritte Abteilung einen Beratungsraum „zur persönlichen Aussprache mit den erfahrenen Mitarbeitern des Versandhauses.“ Da der Flensburger Laden im ersten Jahr Gewinn abwarf, eröffnete die Unternehmerin den zweiten Sexshop in Hamburg.
Den nach Verkaufsfläche größten Sexshop Deutschlands und wahrscheinlich auch Europas findet man nicht etwa in Hamburg, sondern in Osnabrück an der Pagenstecherstraße. Hier befindet sich eine Filiale von Novum mit über 4000 m² Fläche.

## Vorkommen, Angebot
In Deutschland und Österreich gibt es neben zahlreichen Einzelunternehmen verschiedene Ladenketten. Die wohl bekanntesten sind Beate Uhse, Orion, ART-X (nur Österreich) sowie Dr. Müller (im Besitz der Beate Uhse AG). In größeren Städten sind die Erotikshops häufig im Bahnhofsviertel oder in Industriezentren angesiedelt. Um sich vom Rotlicht-Image zu distanzieren, wird vermehrt auf helle und freundliche Fachmarkt-Atmosphäre geachtet und auf Videokabinen verzichtet. Es gab auch Initiativen, Sexshops nur für Frauen einzurichten. Daneben gibt es Erotikshops als Fachgeschäfte für Kondome, die sich aber deutlich vom Erscheinungsbild traditioneller Sexshops abheben. Hier finden sich oft erotische und andere Scherz- und Geschenkartikel, aber keine pornografischen Artikel. Im Bereich Fetisch und BDSM gibt es spezialisierte Fachgeschäfte, die neben spezieller Lektüre (entsprechende Zeitschriften, Bücher, Spezialkataloge, Filme usw.) auch besondere Kleidungsstücke, Gerätschaften oder SM-Möbel anbieten.
Inzwischen lassen sich Erotikartikel aller Art auch über den Online-Versandhandel beziehen. Dies entspricht der allgemeinen Entwicklung, außerdem wird dadurch eine gewisse Anonymität vermittelt und eine direkte „Konfrontation“ mit Verkaufspersonal findet nicht statt. Daher lässt sich seit der Zeit etwa um das Jahr 2000 ein gewisser Rückgang der klassischen Sexshops verzeichnen. Ein weiterer Grund dafür ist, dass auch Pornografie zunehmend über das Internet konsumiert wird, während Hefte und DVDs an Bedeutung verloren haben.

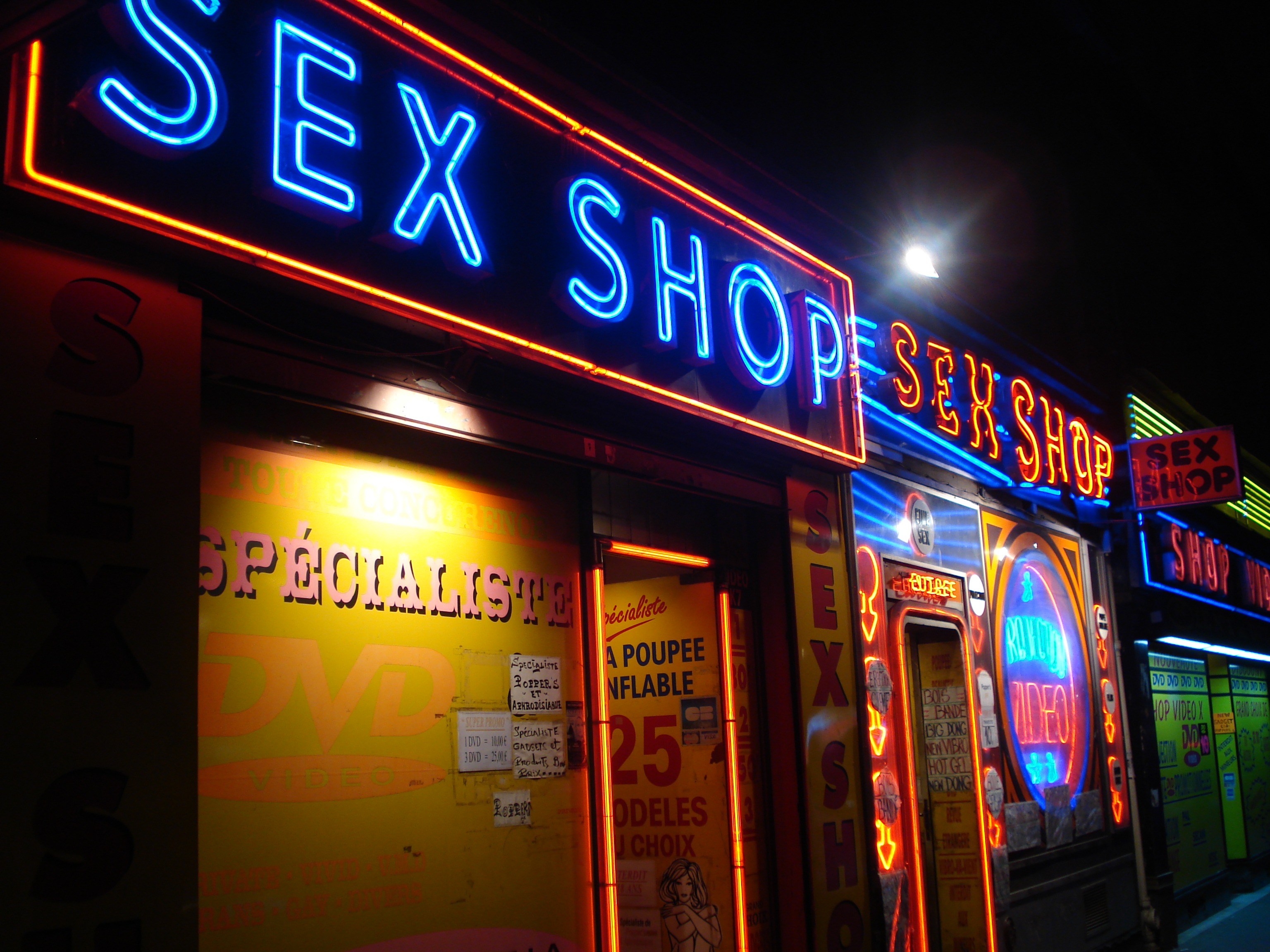
Sexshops im Vergnügungsviertel Pigalle in Paris
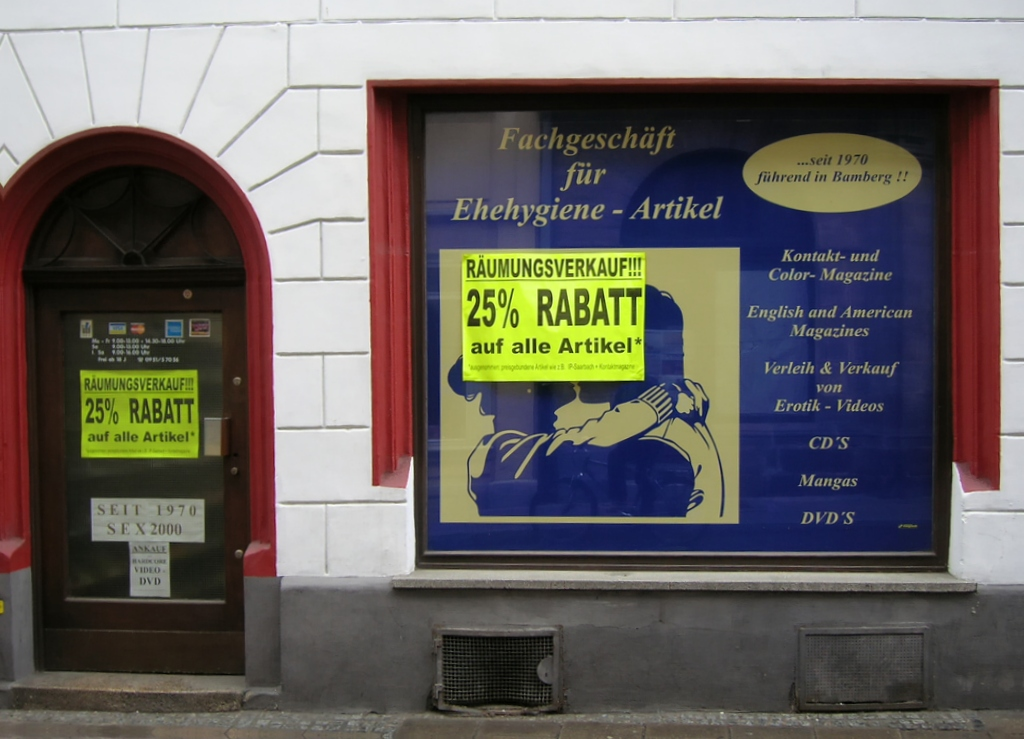
Von 1970 bis 2006 bestehendes „Fachgeschäft für Ehehygiene-Artikel“ in Bamberg
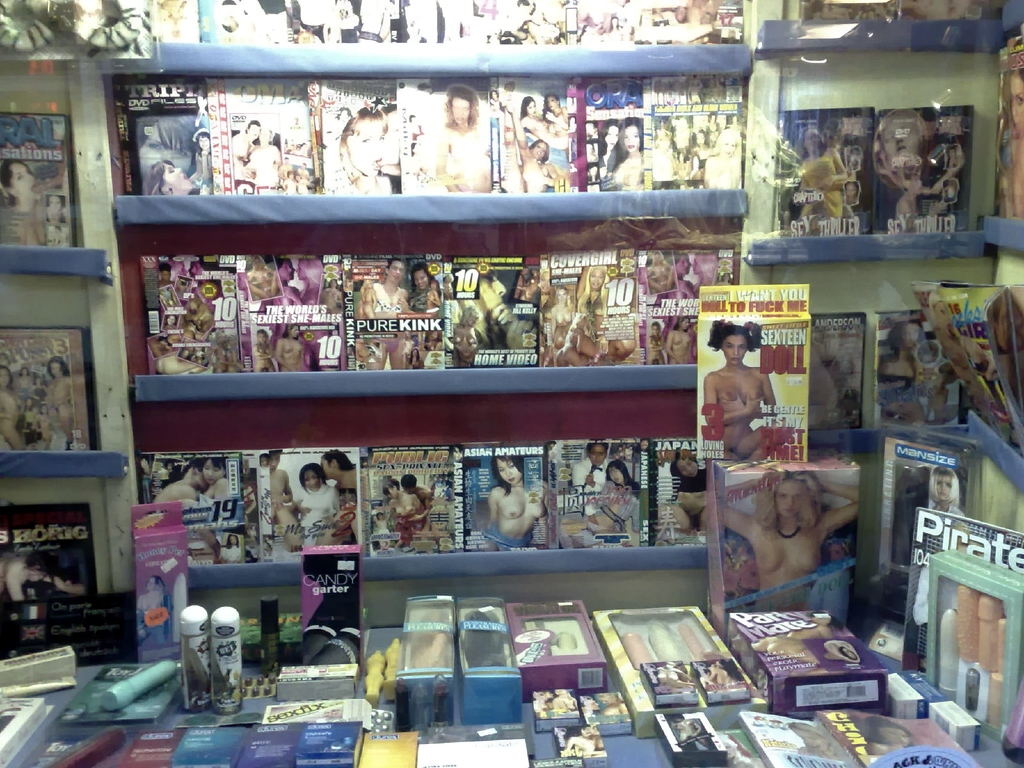
Angebot an pornografischen Magazinen in einem Sexshop in Amsterdam
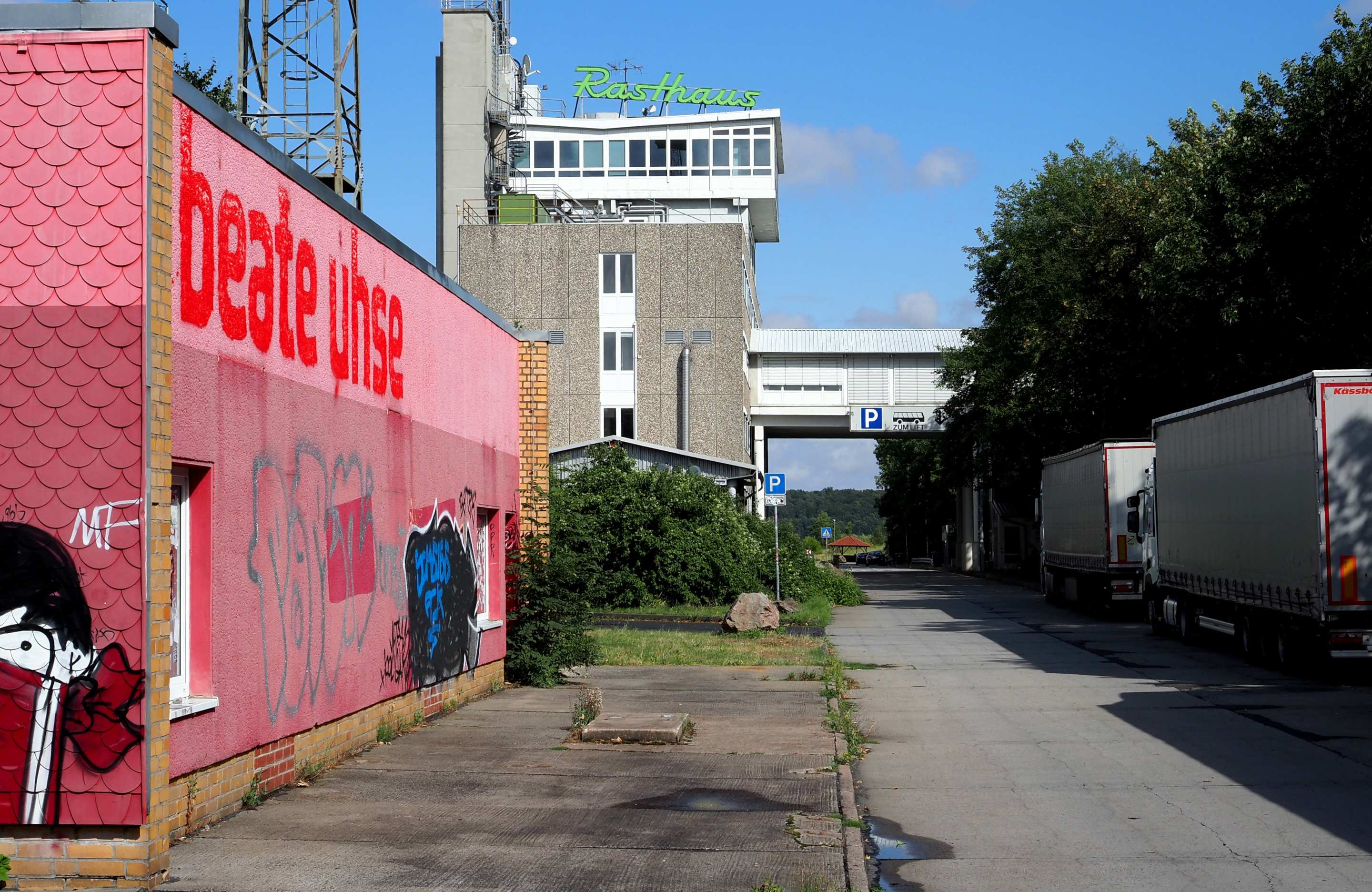
Sex-Shop an der ehemaligen Zonengrenze